# Jaime Buzabaliauo
Jaime Buzabaliauo (em luganda: Buzabaliawo) foi um dos mártires mortos a mando do cabaca Muanga II (r. 1884–1888) do Reino de Buganda, na atual Uganda. Era membro da banda da corte e foi convertido ao cristianismo por André Cogua, que lhe instruiu na fé e na música e lhe fez assistente chefe. Foi beatificado pelo papa Bento XV em 1920 e canonizado pelo papa Paulo VI em 1964.